# Srđan Pavićević
Srđan Pavićević (montenegrinisch-kyrillisch: Срђан Павићевић; * 29. August 1961 in Titograd, SR Montenegro, SFR Jugoslawien) ist ein montenegrinischer Arzt, Herzchirurg und Politiker der Bürgerunion CIVIS (Savez građana „Civis“), der zwischen 2020 und 2023 Mitglied des Parlaments (Skupština) und seit 2023 im Kabinett von Ministerpräsident Milojko Spajić stellvertretender Ministerpräsident für Arbeit, Bildung, Gesundheit und Soziales ist.

## Leben
Srđan Pavićević begann nach dem Besuch der Grundschule und des Gymnasiums in Titograd im Wintersemester 1979/80 ein Studium der Medizin an der Universität Niš, welches er 1985 beendete. Nachdem er zwischen 1985 und 1986 Arzt im Praktikum am Medizinischen Institut Titograd tätig gewesen war, arbeitete er von 1986 bis 1990 als Arzt in der Notaufnahme des KBC Titograd. Er begann 1990 eine Fortbildung für Allgemeinchirurgie an der medizinischen Fakultät der Universität Belgrad, die er im Dezember 1994 als Facharzt für allgemeine Chirurgie beendete. Nach seiner Rückkehr aus Belgrad arbeitete er als Facharzt für Allgemeinchirurgie weiterhin in der Chirurgischen Klinik, dem heutigen Klinischen Zentrum Montenegros KCCG (Klinički centar Crne Gore). Er absolvierte zudem zwischen 1998 und 2000 eine Subspezialisierung in Herzchirurgie am Kardiozentrum „Giorgio Mazzini“ im Italienischen Teramo und war danach wieder am KCCG tätig, wo er das Team vorbereitete, organisierte und ausbildete, das mit ihm an der Spitze die Kardiochirurgie in Montenegro gründete, wodurch er der Begründer der montenegrinischen Herzchirurgie und der erste Herzchirurg des Landes wurde. Am 26. April 2003 führte er die erste Operation am offenen Herzen in der Geschichte der montenegrinischen Medizin durch und führte danach im KCCG täglich die schwierigsten und kompliziertesten chirurgischen Eingriffe durch. In der Folgezeit nahm er zudem an zahlreichen Kongressen in Wien, Barcelona, Zürich, Lissabon, Stockholm, Rom und anderen Städten Europas. 2004 wurde er zum Präsidenten der Vereinigung der Herz-Thorax-Chirurgen Serbiens und Montenegros gewählt und erhielt 2005 die Auszeichnung „Bester Arzt Montenegros für 2005“. Auf dem Kongress für Herzchirurgie in Rom wurde er 2007 Mitglied der Nationalen Vereinigung der Herzchirurgen Italiens SICCH (Società italiana di chirurgia cardiaca) sowie 2008 Mitglied des Global World Network und Association of Cardiac Surgeons CTSNet.
Im April 2019 gründete er die Bürgerunion CIVIS (Savez građana „Civis“) als Nichtregierungsorganisation, die bei der Parlamentswahl am 30. August 2020 als Teil des Wahlbündnisses Bürgerbewegung Vereinigte Reformaktion URA (Građanski Pokret Ujedinjena reformska akcija) des bisherigen Ministerpräsidenten Dritan Abazović, das 22.649 Stimmen (5,53 Prozent) und vier der 81 Sitze im Parlament (Skupština) erhielt. Pavićević wurde einer dieser Abgeordneten und fungierte in der 27. Legislaturperiode als Vorsitzender des Ausschusses für Gesundheit, Arbeit und Soziales (Odbora za zdravstvo, rad i socijalno staranje), Mitglied des Ausschusses für Menschenrechte und Freiheiten (Odbora za ljudska prava i slobode) und des Ausschusses für politisches System, Justiz und Verwaltung (Odbora za politički sistem, pravosuđe i upravu). Bei der Parlamentswahl am 11. Juni 2023 war CIVIS Teil des Wahlbündnisses Europa jetzt! (Evropa sad!), das des Weiteren aus der Bewegung Pokret Evropa sad (PES) von Milojko Spajić und Vereinigtes Montenegro UCG (Ujedinjena Crna Gora) von Goran Danilović. Das Wahlbündnis wurde bei der Wahl mit 77.206 Stimmen (25,55 Prozent) und 24 Mandaten stärkste Kraft im Parlament.
Milojko Spajić, der Vorsitzende von PES!, schloss eine Koalition mit der zweitstärksten Kraft DPS (70.292 Stimmen, 23,26 Prozent, 21 Sitze) und URA (37.777 Stimmen, 12,5 Prozent, 11 Sitze) aus. Am 10. August 2023 beauftragte der Präsident Montenegros Jakov Milatović Milojko Spajić mit der Regierungsbildung. Am 19. Oktober 2023 unterzeichneten PES, Demokraten, Za, SNP, CIVIS, das albanische Forum und die albanische Allianz nach monatelangen Verhandlungen einen Koalitionsvertrag. Am 31. Oktober 2023 sprach das Parlament von Montenegro der neue Regierung unter Premierminister Spajić mit 46 von 81 Stimmen das Vertrauen aus.
Im Kabinett Spajić, der 44. Regierung Montenegros, wurde Srđan Pavićević stellvertretender Ministerpräsident für Arbeit, Bildung, Gesundheit und Soziales (Potpredsjednik Vlade za rad, obrazovanje, zdravstvo i socijalu), während Aleksa Bečić, Momo Koprivica, Nik Gjeloshaj und Dragoslav Šćekić weitere stellvertretende Ministerpräsidenten für bestimmte Schwerpunktthemen wurden. In das Kabinett wurden darüber hinaus Filip Ivanović als Außenminister, Dragan Krapović als Verteidigungsminister, Danilo Šaranović als Innenminister sowie Novica Vuković als Finanzminister berufen.
Pavićević ist verheiratet und Vater zweier Kinder. Die Ehefrau ist Kinderärztin am Institut für Kinderkrankheiten des KCCG.